# حرق شمسي
لفح الشمس أو السفعة (بالإنجليزية: Sunburn)‏أو حروق الشمس. هو شكل من أشكال الإشعاع الذي تبثه اشعة الشمس, ويصيب الأنسجة الحية للإنسان، مثل الجلد،بحروق نتيجة للتعرض المفرط للأشعة فوق البنفسجية ،ممايسبب التهاب واحمرار بالجلد. وهذا الالتهاب هو رد فعل من جهاز المناعة تجاه خلايا الجلد التالفة، وفي بعض الحالات، الأوعية الدموية التالفة.
وقد تصاب بحرق شمسي في أي وقت من أوقات النهار وفي أي فصل من الفصول، برغم أن الشمس تكون في أقصى شدتها ظهرا وفي فصل الصيف. وقد لا تفعل السحب الكثير لاحتجاز الأشعة فوق البنفسجية، حتى الظلال لا تضمن الحماية من الأشعة فوق البنفسجية.فالماء، والرمال والجليد والأماكن ذات الألوان الفاتحة تعكس هذه الأشعة، وهي ضارة بنفس قدر أشعة الشمس المباشرة تقريبا. وبرغم أن أشعة شمسالشتاء تكون أضعف إلا أنها قد تسبب حرقا بالجلد الذي لا يتمتع بالحماية، وبخاصة إذا انعكست من الجليد أو من الماء.

## الاعراض

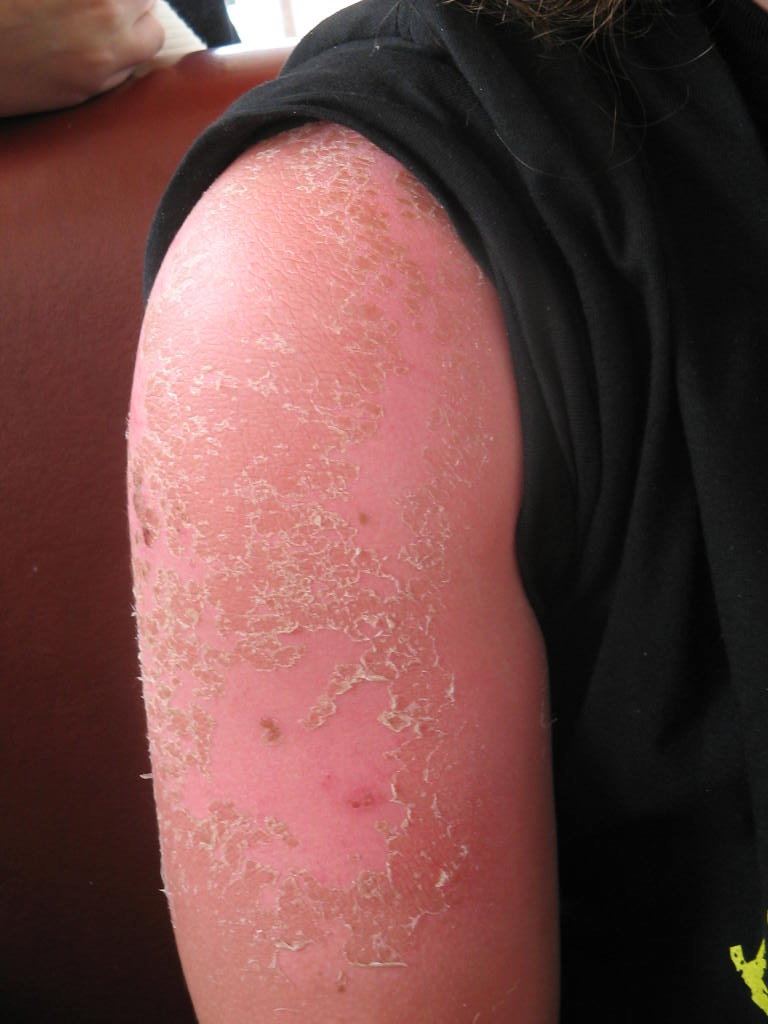
حروق الشمس تقشير. تدمير الطبقات السفلى من البشرة يسبب فقدان السريع للطبقات العليا

1-التقرن الأكتيني،في حالة تكرار التعرض لحروق شمسية وهو البداية والتمهيد لحدوث سرطان الجلد، ويسبب كذلك تجاعيد الجلد قبل الأوان. والجدير بالذكر أن بعض الأدوية المعالجة للتجاعيد تصيب الجلد بحساسية تجاه التلف الشمسي ، كذلك بعض الأدوية تزيد من احتمال إصابة بالحرق الشمسي.
2-احمرار الجلد وتقشره. حيث الحروق الشمسية البسيطة تظهر على شكل احمرار ثم تذوي ليتحول اللون إلى البرونزي أو يتقشر الجلد. بعض حروق الشمس الشديدة قد تسبب احمرار وحساسية الجلد للمس، حيث قد يتعرض الجلد، مثل أي حالة حرق، لتكوين فقاقيع. وتتقشر خلايا الجلد الميتة. وفي الحالات الشديدة، قد تحدث ضربة شمس، مما يسبب الإغماء والغثيان والقيء.

## الأسباب
تحدث الحروق الشمسية بسبب أشعة الشمس فوق البنفسجية، لكنها قد تنجم عن مصادر اصطناعية، مثل مصابيح الدباغة، أو أقواس اللحام، أو الأشعة فوق البنفسجية المبيدة للجراثيم. يمثل الحرق رد فعل الجسم تجاه تلف الحمض النووي المباشر بتأثير ضوء الأشعة فوق البنفسجية. يُعد تكوّن مثنوي الثيمين مصدر الضرر الأساسي. يتعرف الجسم على الضرر، فتتفعل آليات الدفاع المختلفة، بما فيها ترميم الدنا لعكس الضرر، والموت الخلوي المبرمج، والتقشير لإزالة خلايا الجلد التالفة تلفًا غير عكوس، وزيادة إنتاج الميلانين لمنع الضرر مستقبلًا.
يمتص الميلانين بسهولة ضوء الطول الموجي للأشعة فوق البنفسجية، ويعمل كعامل حماية ضوئية. يمنع الميلانين تبدل الدنا المباشر وتوليد الجذور الحرة من طريق منع فوتونات الأشعة فوق البنفسجية من تفكيك الروابط الكيميائية، وعليه يمنع تلف الدنا غير المباشر. على أي حال، تحتوي الخلايا الصباغية البشرية أكثر من 2000 موقع جينومي شديد الحساسية للأشعة فوق البنفسجية، مواقع تصل حساسية تكوينها مثنويات السيكلوبوتان بيريميدين بفعل الأشعة فوق البنفسجية حتى 170 ضعفًا مقارنة بالمواقع الطبيعية الأخرى. تتوضع هذه المواقع في أماكن مهمة بيولوجيًا بالقرب من الجينات.
تتسبب حروق الشمس بحدوث فعالية التهابية، تتضمن إنتاج البروستانويد والبراديكينين؛ مركبات كيميائية تزيد الحساسية للحرارة من طريق خفض عتبة تنشيط مستقبلات الحرارة (TRPV1) من 109 درجة فهرنهايت (43 درجة مئوية) حتى 85 درجة فهرنهايت (29 درجة مئوية). قد ينتج الألم عن إنتاج مفرط لبروتين يسمى CXCL5، والذي ينشط الألياف العصبية.
يحدد نوع الجلد مدى سهولة حدوث الحروق الشمسية. عمومًا، يكون الأفراد ذوو لون البشرة الفاتح والقدرة المحدودة على اكتساب السمرة بعد التعرض للأشعة فوق البنفسجية أكثر عرضة للإصابة بحروق الشمس. يصف تصنيف أنماط البشرة الضوئية لفيتزباتريك الاختلافات الطبيعية في استجابات الجلد للأشعة فوق البنفسجية؛ يكون احتمال الإصابة بالحروق الشمسية أعلى عند الأفراد من النوع الأول، بينما ينخفض هذا الاحتمال عند أصحاب النوع السادس. على أي حال، يمكن أن تصاب جميع أنواع البشرة بالحروق الشمسية.
أنماط الجلد الضوئية لفيتزباتريك:
- النوع 0: المهق.
- النوع 1: بشرة بيضاء شاحبة، تصاب بالحروق بسهولة، ولا تسمر.
- النوع 2: بشرة بيضاء، تصاب بالحروق بسهولة، وتسمر بصعوبة
- النوع 3: بشرة بيضاء، قد تصاب بالحروق، لكنها تسمر بسهولة.
- النوع 4: بشرة بنية فاتحة/زيتونية، قلما تصاب بالحروق، وتسمر بسهولة.
- النوع 5: بشرة بنية، لا تصاب بالحروق عادة، وتسمر بسهولة.
- النوع 6: بشرة سوداء، إصابتها بالحروق مستبعدة جدًا، وتصبح أغمق مع التعرض للأشعة فوق البنفسجية.[7]

يؤثر العمر أيضًا في كيفية تفاعل الجلد مع الشمس؛ يكون الأطفال تحت سن السادسة والبالغون الذين تجاوزوا الستين أكثر حساسية لأشعة الشمس.
توجد حالات وراثية معينة، مثل جفاف الجلد المصطبغ، يزيد فيها الاستعداد للإصابة بحروق الشمس وسرطانات الجلد اللاحقة. تنطوي هذه الحالات على عيوب في آليات ترميم الدنا تقلل بدورها القدرة على ترميم الدنا الذي تضرر بسبب الأشعة فوق البنفسجية.

### الأدوية
تزيد بعض المنتجات الصيدلانية خطر الإصابة بالحروق الشمسية، لأنها تعمل على زيادة حساسية مستخدميها تجاه الأشعة فوق البنفسجية. تحمل أدوية أخرى التأثير نفسه، مثل بعض المضادات الحيوية وموانع الحمل الفموية ومضادات الاكتئاب وأدوية حب الشباب والمهدئات.

## العلاج
علاج لفح الشمس بكمادات باردة فوق الجلد المصاب بحرق ثم تناول الأسبرين أو الأسيتامينوفين لتخفيف الشعور بالضيق والالتهاب وعلى الذين تقل أعمارهم عن 21 عاماً لا ينبغي عليهم تناول الأسبرين حتى لا يصابوا بمتلازمة ريي.
وللوقاية من الحرق الشمسي، يجب تجنب الشمس خلال ساعات الذروة أي بين الساعة العاشرة صباحاً والثانية ظهراً وخاصة في الاماكن الحارة.
ارتداء ملابس محكمة النسيج خفيفة، وضع واقي وكريمات للشمس.

## اتظر أيضا
- ضربة شمس
- انحلال الربيدات
- قاعدة التسعات لوالاس

## وصلات خارجية
- حرق شمسي على مشروع الدليل المفتوح
- Treatment for Severe Sunburns

1. ↑  معجم المصطلحات السياحية (بالعربية والإنجليزية). مراجعة: روحي البعلبكي (ط. 2). الرياض: وزارة السياحة السعودية. 2013. ص. 148. ISBN:978-603-8136-00-3. QID:Q121359340.{{استشهاد بكتاب}}:  صيانة الاستشهاد: آخرون (link)
2. ↑  World Health Organization, International Agency for Research on Cancer "Do sunscreens prevent skin cancer" Press release No. 132, June 5, 2000 [وصلة مكسورة] نسخة محفوظة 18 مايو 2008 على موقع واي باك مشين.
3. ↑  Premi S, Han L, Mehta S, Knight J, Zhao D, Palmatier MA, Kornacker K, Brash DE. Genomic sites hypersensitive to ultraviolet radiation. Proc Natl Acad Sci U S A. 2019 Nov 26;116(48):24196-24205. doi: 10.1073/pnas.1907860116. Epub 2019 Nov 13. ببمد: 31723047
4. ↑  Linden DJ (2015). Touch: The Science of Hand, Heart and Mind. Viking. مؤرشف من الأصل في 2021-10-15. اطلع عليه بتاريخ 2015-03-01.
5. ↑  Dawes JM، Calvo M، Perkins JR، Paterson KJ، Kiesewetter H، Hobbs C، Kaan TK، Orengo C، Bennett DL، McMahon SB (يوليو 2011). "CXCL5 mediates UVB irradiation-induced pain". Science Translational Medicine. ج. 3 ع. 90: 90ra60. DOI:10.1126/scitranslmed.3002193. PMC:3232447. PMID:21734176.
6. ↑  Wolff K، Johnson R، Saavedra A (2013). Fitzpatrick's color atlas and synopsis of clinical dermatology (ط. 7th). New York: McGraw-Hill Medical. ISBN:978-0-07-179302-5. OCLC:813301093.
7. ↑  Wolff، K، المحرر (2017). "PHOTOSENSITIVITY, PHOTO-INDUCED DISORDERS, AND DISORDERS BY IONIZING RADIATION". Fitzpatrick's Color Atlas and Synopsis of Clinical Dermatology (ط. 8th). New York, NY: McGraw Hill. اطلع عليه بتاريخ 2018-03-20.
8. ↑  "Sunburn – Topic Overview". Healthwise. 15 نوفمبر 2013. مؤرشف من الأصل في 2017-09-30. اطلع عليه بتاريخ 2014-11-29.
9. ↑  Kraemer KH، DiGiovanna JJ (1993). "Xeroderma Pigmentosum". في Adam MP، Ardinger HH، Pagon RA، Wallace SE، Bean LJ، Stephens K، Amemiya A (المحررون). GeneReviews®. Seattle (WA): University of Washington, Seattle. PMID:20301571. مؤرشف من الأصل في 2021-04-17.
10. ↑  "Avoiding Sun-Related Skin Damage". Fact-Sheets.com. 2004. Retrieved 3 January 2015.